# 메디나충

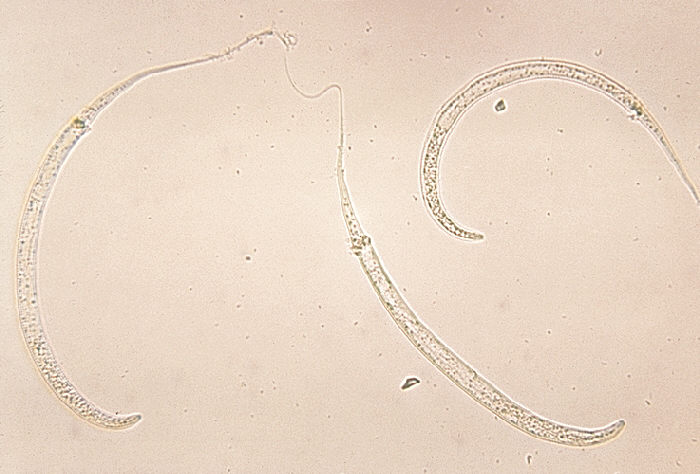

메디나충(Dracunculus)은 메디나과 선형동물 기생물의 속이다. 일부 종들은 인간을 감염시키고 메디나충의 번식 주기를 서포트하는 방식으로 숙주의 행동을 변화시킨다. 인간 숙주는 통증 완화를 위해 영향을 받는 부위를 물에 담그게 되고 물집이 터지면 물에 유충을 번식시켜 다음 숙주로 감염을 시킬 준비를 하게 된다.
길이는 약 1미터에 달할 수 있다.

## 같이 보기
- 메디나충증